# Thomas Angergassen
Thomas Angergassen (Alemania, 20 de febrero de 1980) es un gimnasta artístico alemán, medallista de bronce del mundo en 2007 en el concurso por equipos.

## Carrera deportiva
En el Mundial de Stuttgart 2007 gana la el bronce en el concurso por equipos; Alemania queda tras China y Japón, sus compañeros de equipo fueron: Fabian Hambüchen, Eugen Spiridonov, Marcel Nguyen, Robert Juckel y Philipp Boy.